# Stazione di Castronovo di Sicilia
La stazione di Castronovo di Sicilia, oggi declassata a posto di movimento, è una stazione ferroviaria posta sulla linea Palermo-Agrigento. Serviva il centro abitato di Castronovo di Sicilia.

## Storia
Originariamente la stazione, venne trasformata in posto di movimento con il cambio orario del 15 dicembre 2002.